# Iglesia de San Román Mártir (Torresmenudas)
La iglesia de San Román Mártir es una iglesia de la localidad española de Torresmenudas, en la provincia de Salamanca. Cuenta con el estatus de Bien de Interés Cultural.

## Descripción
Ubicada en la localidad de Torresmenudas, en la comarca salmantina de La Armuña, se sitúa en el extremo noroeste de la localidad, cerca de la salida hacia Aldearrodrigo. De su primitiva fábrica románica apenas conserva la puerta de entrada del siglo XII, de arco de medio punto con tres arquivoltas, la exterior apoyada en el muro y decorada con motivos vegetales y animales, y las dos interiores con baquetón en zigzag, que descansa en columnas entregas con capiteles historiados, de talle tosco y escaso relieve. Por encima de la puerta quedan canes figurados, pertenecientes al alero del portalón de entrada, hoy desaparecidos. El resto de la iglesia, así como su planta, estructurada en una sola nave con cabecera cuadrada, fue rehecha en el siglo XVI y reformada en el siglo XX, por lo que carece de especial interés.
El 6 de mayo de 1993 fue declarada Bien de Interés Cultural con la categoría de monumento, mediante un decreto publicado en el Boletín Oficial de Castilla y León el día 11 de ese mismo mes.